# Wojciech Kuczok
Wojciech Kuczok (* 18. října 1972, Chorzów) je polský prozaik, básník, scenárista, filmový kritik.

## Život
Vystudoval Slezskou univerzitu v Katovicích. Spolupracuje s časopisy Tygodnik Powszechny, Res Publica Nowa a měsíčníkem Kino; je doktorandem na filmové vědě na Jagellonské univerzitě.
V 90. letech patřil k básnické skupině Na Dziko. V roce 2003 vydal svůj nejznámější román Gnój (Hnůj, Smrad), za který dostal v témže roce prestižní ocenění Paszport Polityki. O rok později za něj také získal nejdůležitější polskou literární cenu Nike. Napsal také scénář k filmu Magdaleny Piekorz Pręgi (Šrámy), který získal v roce 2004 hlavní cenu na Filmovém festivalu polských hraných filmů v Gdyni.